# Симбирский государственный университет
Симбирский государственный университет имени В. И. Ленина — высшее учебное заведение, существовавшее с 1919 по 1921 год, первый университет Симбирска.

## История
В 1918 году по инициативе руководства Симбирской губернии: председателя Симбирского губкома РКП(б) И. М. Варейкиса и председателя Симбирского губисполкома М. А. Гимова началась подготовка к открытию нового высшего учебного заведения, на эти цели из государственного бюджета было выделено около пятисот тысяч рублей. 30 октября 1918 года была избрана учёная коллегия и утвержден Устав нового университета.
3 февраля 1919 года в период Гражданской войны было открыто первое в Симбирске высшее учебное заведение — Симбирский пролетарский университет, в утверждённом Уставе университета, было сказано что его цель «это открыть доступ к образованию и науке трудящимся массам и поднять просвещение в широких массах народа». Первым ректором был назначен профессор А. С. Архангельский. Первоначальная структура университета состояла из двух факультетов: социально-экономического и физико-математического. Срок обучения в университете составлял один год. Первоначальная учебная программа составляла шестнадцать предметов обучения: педагогика, физика, математика, астрономия, геология, история древних культур, история русской литературы, история революционных движений, политэкономия, социология, история культуры, психология, гигиена, химия, товароведение и землеведение. Преподавание в университете велось по государственным программам, лекции читали приглашённые профессора из высших учебных заведений других регионов.
22 февраля 1920 года приказом Народного комиссариата просвещения РСФСР на базе Симбирского пролетарского университета был создан Симбирский государственный университет, согласно утверждённого Положения, в структуру университета вошли две ассоциации: Культурно-просветительная, со сроком обучения один год и Учебная, со сроком обучения четыре года. В состав Культурно-просветительской ассоциации вошли два факультета: Общеобразовательный, с предметами обучения по физике, химии, математике, биологии, геологии, экономической географии, астрономии, гигиены, истории и литературы и Общественных наук, с предметами обучения по научному социализму, политэкономии, истории рабочего движения, истории РКП, статистики и экономической географии. В состав Учебной ассоциации вошёл Физико-математический факультет в состав которого входило социально-историческое отделение. Первым ректором университета был избран П. Я. Гречкин. В структуру университета вошёл рабочий факультет и высшая школа советских работников созданная при университете. В состав профессорско-педагогических кадров университета около тридцати преподавателей. 1 ноября 1920 года начались занятия. Общее количество студентов составило более тысячи человек, в 1921 году их было уже полторы тысячи.
24 августа 1920 года Постановлением Симбирского губисполкома университету было присвоено имя В. И. Ленина, а Президиумом Симбирского государственного университета В. И. Ленин был избран почётным членом университета и почётным председателем Совета университета.
23 октября 1921 года Постановлением Совета народных комиссаров СССР в связи с тяжелой социально-экономической ситуацией Симбирский государственный университет был реорганизован путём его объединения с Русским институтом народного образования в Практический институт народного образования, это высшее учебное заведение просуществовало до 1923 года, после чего было окончательно закрыто.

### Создание Симбирского рабочего факультета
1 октября 1920 года на базе Симбирского государственного университета согласно Декрета СНК СССР от 17 сентября 1920 года «О рабочих факультетах» и постановлением Президиума СГУ имени В. И. Ленина 10 декабря 1920 года был открыт Симбирский рабочий факультет, созданный для подготовки специалистов из среды пролетариата и крестьянства. Официальное открытие университета состоялось 3 января 1921 года. В структуру факультета вошли четыре учебных отделения: подготовительное, общественно-экономическое, естественное и физико-математическое. В составе факультета было набрано около трёхсот студентов, в том числе: подготовительное отделение — сто пятьдесят человек и по пятьдесят человек на каждое из трёх учебных отделений. Первый выпуск факультета состоялся 11 июня 1923 года.
В 1924 году Симбирский рабочий факультет был переименован в Ульяновский рабочий факультет имени В. И. Ленина. В 1924 году рабочий факультет окончили сорок два человека, из них: восемнадцать выпускников поступили в медицинские и сельскохозяйственные высшие учебные заведения, а двадцать четыре выпускника были направлены в высшие технические учебные заведения.
1 сентября 1928 года открылось мордовское отделение.
20 ноября 1928 года открылся вечерний рабфак.
В 1930 году на Ульяновском рабфаке были организованы одногодичные курсы (одна группа в 30 чел.) для подготовки к поступлению во вновь созданному Оренбургскому институту крупного мясного скотоводства и ветеринарии (ныне — Оренбургский государственный аграрный университет).
В 1939 году состоялся двадцать второй последний выпуск Ульяновского рабочего факультета имени В. И. Ленина и он был закрыт. С 1920 по 1939 год за время существования факультета было выпущено 1621 специалист.

## Размещение университета
Основной учебный корпус Симбирского государственного университета был размещён в зданиях бывшей Симбирской губернской земской управы, остальные учебные подразделения вуза размещались в здании бывшего Симбирского коммерческого училища и в части первого этажа Дома-памятника Гончарову, в котором размещался Народный музей. В 1920 году губисполком принял решение о передаче университету здания бывшего окружного суда. 6 августа 1920 года Президиум губисполкома постановил «незамедлительно и окончательно передать физико-математическому факультету Гончаровский музей со всем инвентарем». Для общежития университету передавался бывший дом Юргенса (Дом Гончарова), в последующем переданный в ведение рабочего факультета. В 1922 году, под рабочий факультет было отведено здание бывшей Симбирской мужской гимназии.

Здания университета с 1919 по 1922 год
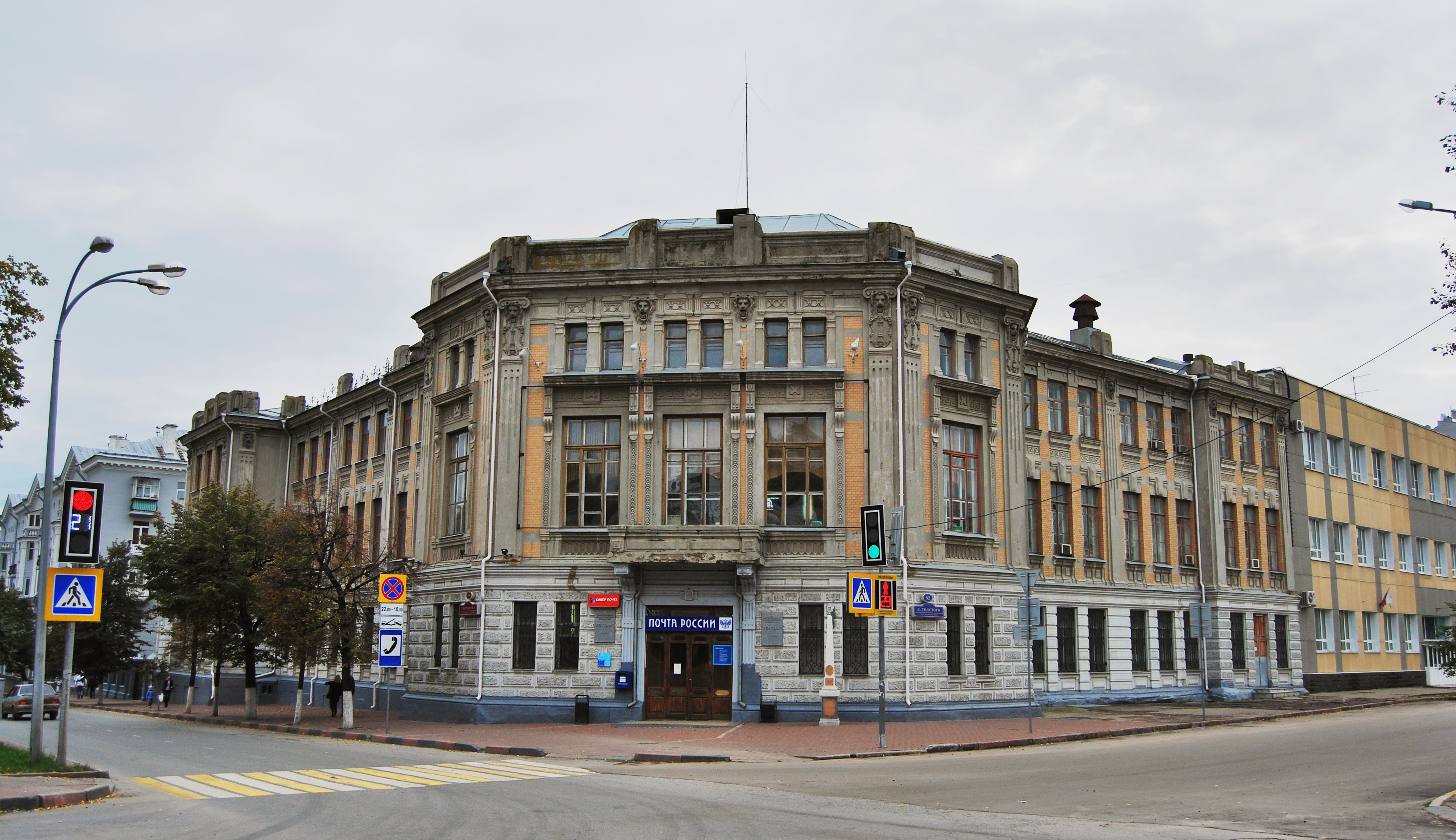
Главпочтамт.
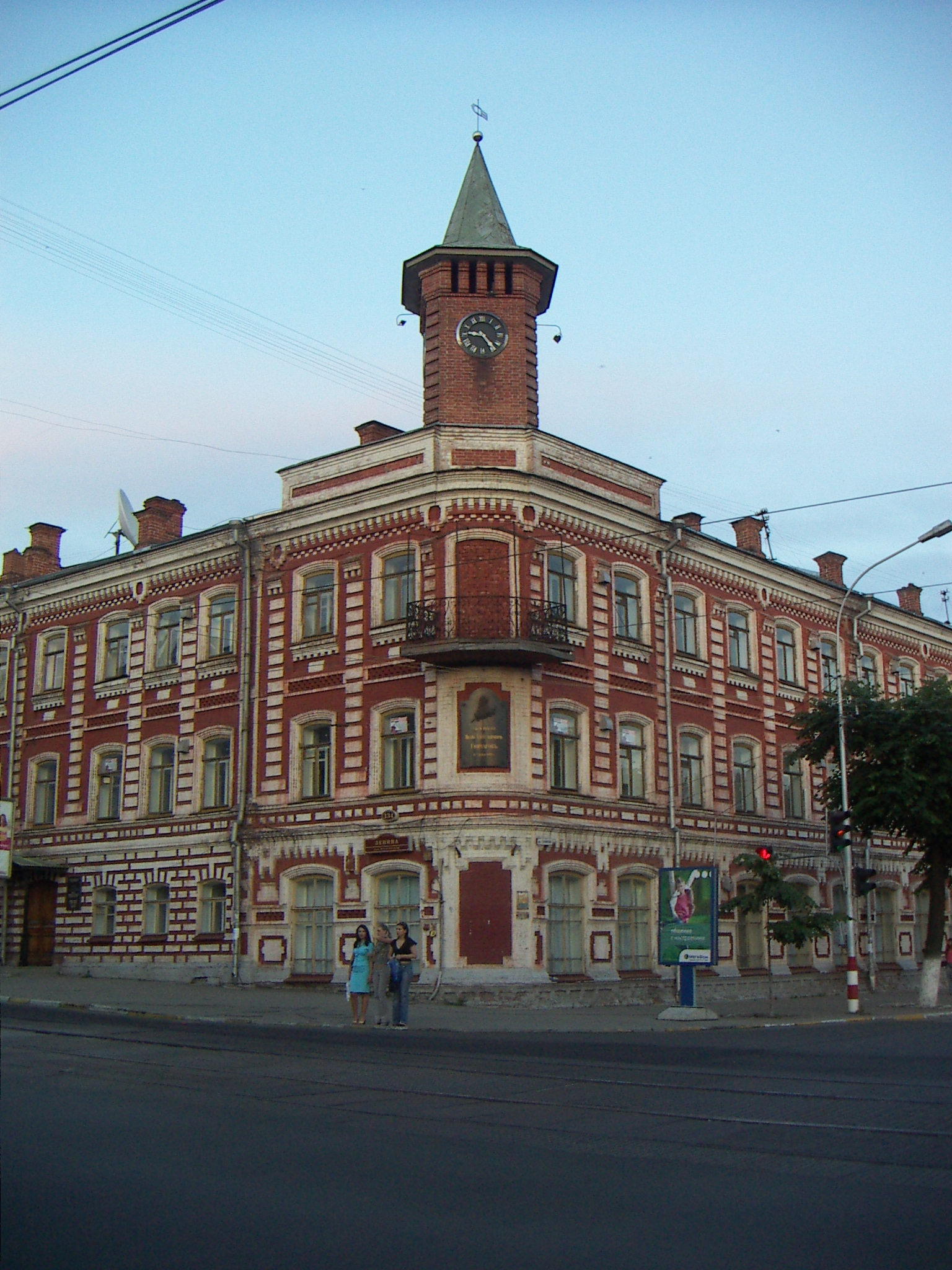
Дом Гончарова.
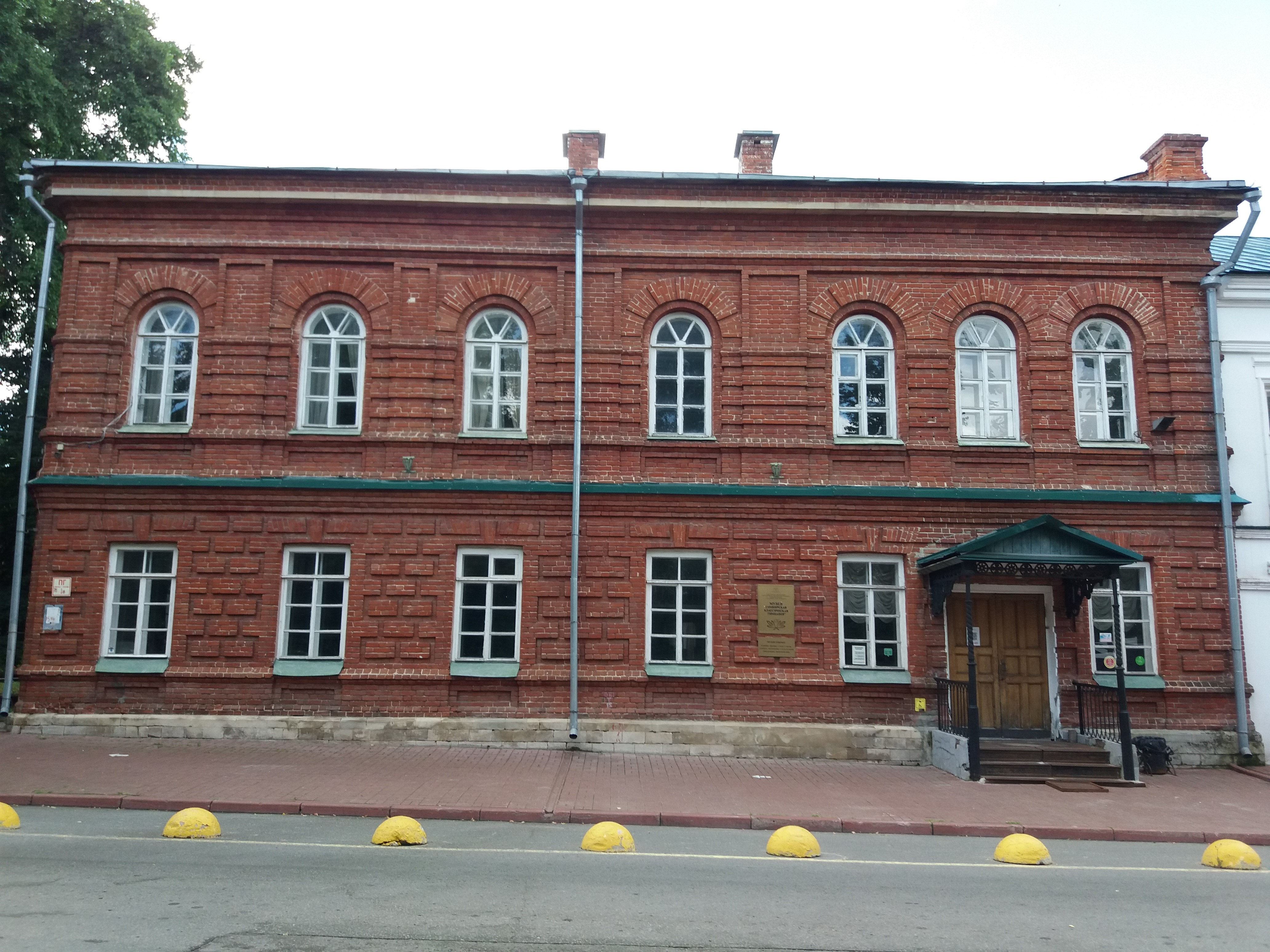
Симбирская классическая гимназия.
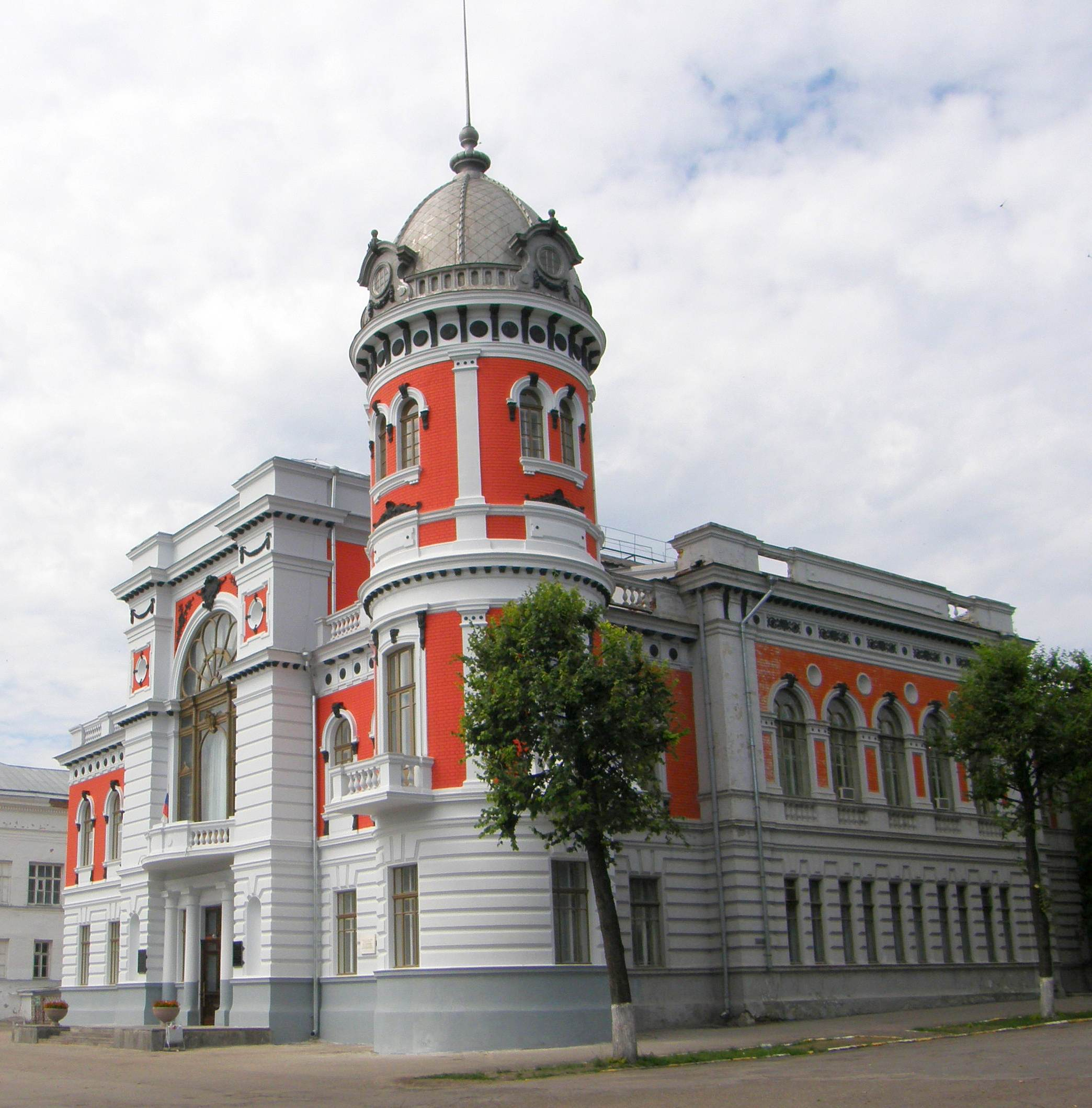
Дом-памятник Гончарову.
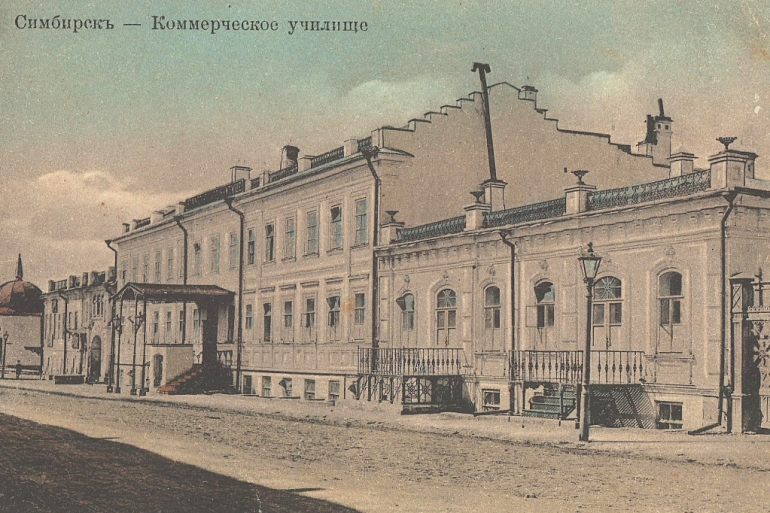
Симбирское коммерческое училище.
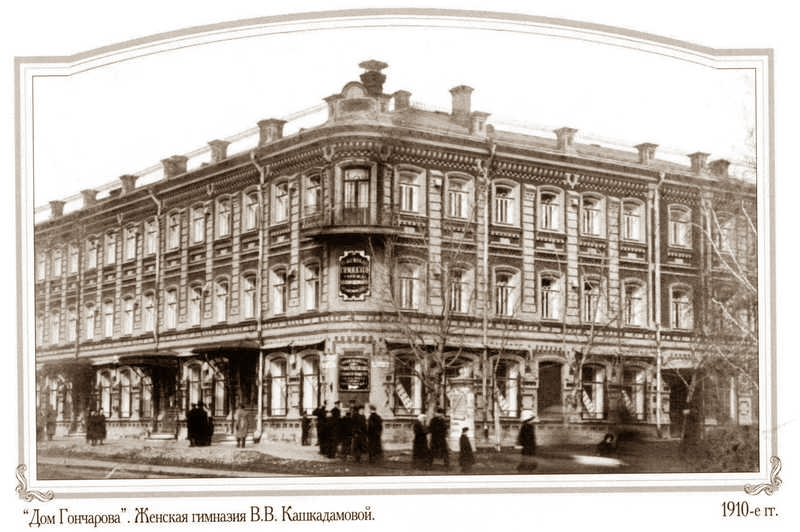
Бывшая Гимназия Кашкадамовой, где располагался рабфак.

## Руководство
- Архангельский, Александр Семенович (1919—1920)
- Гольман, Михаил Борисович[11] (1920)
- Гречкин, Павел Яковлевич[12] (1920—1921)
- Менделев — первый заведующий рабфаком[13].
- Красильников Александр Александрович — директор Симбирского-Ульяновского рабфака имени В. И. Ленина с 1921 года[13].
- Тобиас Ян Петрович[14] — директор Ульяновского рабфака в 1930-х г.[10]
- Афанасьев Борис Николаевич — последний директор Ульяновского рабфака[15][16].

## Известные выпускники и преподаватели
- Карабанов, Алексей Алексеевич[7]
- Зырин, Николай Григорьевич[7]
- Гимов, Михаил Андреевич[7]
- Гладышев, Михаил Васильевич[7]
- Кирпичников, Владимир Васильевич
- Карцев, Алексей Дмитриевич
- Дыбина, Прасковья Васильевна[10]
- Вольдек, Александр Иванович
- Смирнов, Геннадий Иванович, преподавал в 1923-24 годах.